# Joventut Comunista d'Espanya (marxista-leninista)
Joventut Comunista d'Espanya (marxista-leninista) és l'organització que agrupa als joves del PCE (m-l). Igual que aquest, la JCE (m-l) lluita per la República Popular i Federal com camí al socialisme.
La JCE (m-l) es va fundar a la fi de la dècada de 1960, poc després de la constitució del PCE m-l. Publicava Joven Guardia i en 1974 va ser una de les organitzacions que va contribuir a la fundació del FRAP.
Quan aquest es va dissoldre en 1991 va ocórrer el mateix amb les seves joventuts. El PCE (m-l) es va reconstituir en 2006, sent la seva organització juvenil reconstituïda el 29 de setembre de 2007, amb la idea de fer néixer un debat ideològic i polític entre de la joventut. Aquest debat pretén acabar amb el revisionisme i l'oportunisme per a recuperar el marxisme-leninisme. Aquesta tasca la consideren imprescindible per a trencar amb l'actual dispersió i debilitament del moviment juvenil.
La JCE (m-l) va celebrar el seu Congrés de Reconstitución durant els dies 10 i 11 de maig de 2008. Va elaborar i va aprovar els documents necessaris congressuals, es va fomentar el debat dels mateixos i es va triar l'òrgan d'adreça que asseguri que aquests treballs es portin a terme. També ha celebrat en 2013 reunions amb el Col·lectiu de Joves Comunistes i la Joventut Comunista de Catalunya per tal de consolidar les relacions entre totes aquestes organitzacions. Després d'un congrés extraordinari en setembre de 2014 el Comitè Central de la JCE (m-l) va decidir trencar els seus lligams amb el PCE m-l degut a diferències estratègiques i ideològiques.